# A vágy villamosa (film, 1951)
A vágy villamosa (A Streetcar Named Desire) Tennessee Williams azonos című színműve alapján készült 1951-es amerikai filmdráma, Elia Kazan rendezésében. A főszerepben Vivien Leigh, Marlon Brando, Kim Hunter és Karl Malden. 
A filmet 1951. szeptember 9-én mutatták be a Velencei Nemzetközi Filmfesztiválon, ahol elnyerte a legjobb színésznőnek járó Volpi Kupát és a zsűri különdíját, valamint Arany Oroszlán díjra is jelölték. A produkciót tizenkét Oscar-díjra jelölték, amiből négyet nyert meg, ezenkívül Golden Globe-díjat és BAFTA-díjat is nyert.

## Cselekmény
Blanche DuBois (Vivien Leigh) kifinomult, de törékenynek ható tanárnő várandós testvérét, Stellát (Kim Hunter) tervezi meglátogatni. Megérkezik New Orleansba, ahol a Vágy (Desire) nevű villamosvonalat veszi igénybe, de megrökönyödik, amikor szembesül a lakhatási körülményekkel. Stella és férje, Stanley (Marlon Brando) a munkásnegyedben élnek egy szűk kis lakásban. Rögtön megfeszül a viszony Stanley és Blanche között, amikor kiderül, hogy a DuBois családi birtokot el kellett adni, hogy Stelláék ki tudják fizetni a tartozásaikat. Blanche egy képzeletvilágba ringatja magát, drága ruhákba öltözködik és különféle meséket ad elő, amivel Stanley-t maga ellen fordítja, lenéző stílusa pedig haragot kelt a férfiban.
Stanley pókerpartija közben ismeri meg Blanche Mitchet (Karl Malden), akinek azon nyomban elnyeri a tetszését. Amikor egy rossz kör után Stanley kidobja Stella rádióját az ablakon, elszabadul a pokol. A részeg Stanley felpofozza Stellát, aki a fent lakó szomszédhoz menekül. Stanley magabiztossága elpárolog, és Stelláért kiált az utcán, hogy a nő visszajöjjön hozzá. Stella visszamegy Stanley-hez, és a helyzet másnapra valamelyest javul. Blanche visszautasítja Mitch közeledését egy táncesten, és elmeséli fiatalkori szerelmének tragédiáját, aki öngyilkosságot követett el, miután ő gyengének nevezte.
Blanche születésnapi partiján azonban kitör a botrány, mikor kiderül, hogy Stanley nemcsak kitalálta Blanche múltját, de el is mesélte Mitchnek: Blanche már régóta egy harmadrangú hotelben, a Flamingóban szállt meg, ahol mindenféle idegen férfiakat fogadott. Ezek közé a "vendégek" közé tartozott egy tizenhét éves diák is, így Blanche elvesztette tanárnői állását. Blanche és Stanley vitáját Stella meginduló szülése szakítja félbe, Stanley így gyorsan kórházba viszi. Az egyedül maradó Blanche-t Mitch látogatja meg, aki felkereste Stanley informátorát és meggyőződött maga is Blanche hátteréről. Mitch számonkérésére Blanche összezavarodik, és nem hajlandó fényre menni. 
Blanche végül elmondja az igazat és kiteszi Mitchet a házból, majd visszamenekül az álomvilágába. Stanley tér vissza a kórházból, Blanche úgy próbál meg egy texasi hódolójával felvágni, aki a Karib-tengerre hívta meg a jachtjához. Stanley felismeri Blanche újabb hazugságát, és durván felrázza a nőt az illúzióiból. Blanche egy törött üveggel próbál védekezni, de alulmarad a küzdelemben. A film ezután már csak az üres tekintetű, sápadt Blanche-t mutatja, ami arra akar utalni, hogy Stanley megerőszakolta.
Blanche idegösszeomlást kap és teljesen elveszti valóságérzetét. Hetekkel később Stella és barátnője Blanche holmiját pakolják össze. Blanche azt hiszi, indul a karibi útjára, valójában azonban a pszichiátriára vitetik. Hiába mondta el Blanche Stellának, hogy megerőszakolták, Stella nem hisz neki. Két ápoló érkezik, hogy elvigyék Blanche-t, aki teljesen kiborul és tiltakozni kezd. Végül az idősebb férfi udvariasan a karját nyújtja a nőnek, aki azt megnyugodva elfogadja, és elhagyja Stelláék otthonát. Stella a kisbabával a karján felköltözik a szomszédhoz, miközben Stanley ismét Stella nevét kiáltozza az utcán, de Stella már nem figyel rá és nem is tér vissza.

## Szereplők
| Színész       | Szerep                  | Magyar hangja             | Magyar hangja             | Magyar hangja             |
| Színész       | Szerep                  | 1. magyar változat (1976) | 2. magyar változat (2007) | 3. magyar változat (2013) |
| ------------- | ----------------------- | ------------------------- | ------------------------- | ------------------------- |
| Vivien Leigh  | Blanche DuBois          | Bánsági Ildikó            | Udvaros Dorottya          | Götz Anna                 |
| Marlon Brando | Stanley Kowalski        | Kozák András              | Józsa Imre                | Dányi Krisztián           |
| Kim Hunter    | Stella Kowalski         | Császár Angela            | Tóth Enikő                | Kökényessy Ági            |
| Karl Malden   | Harold "Mitch" Mitchell | Balázs Péter              | Fazekas István            | Háda János                |
| Rudy Bond     | Steve                   | Kristóf Tibor             | Salinger Gábor            | Kapácsy Miklós            |
| Nick Dennis   | Pablo Gonzales          | n.a                       | Végh Ferenc               | Kassai Károly             |
| Peg Hillias   | Eunice                  | Békés Rita                | Bókai Mária               | n.a                       |

## Eltérések az alapmű és a film között
- A filmben nem derül ki, hogy fiatal korában egyszer rövid ideig férjnél volt Blanche, de a férje öngyilkosságot követett el a homoszexualitása miatt.
- Az eredeti műben Stella nem hagyja ott csecsemő gyermekével együtt a férjét, és menekül el a felső szomszédnőjéhez, hanem beletörődik a sorsába, és a bántalmazó és erőszakos férje mellett marad a mű végén.

## Fontosabb díjak és jelölések
| Díj                               | Kategória                                                     | Eredmény |
| --------------------------------- | ------------------------------------------------------------- | -------- |
| BAFTA-díj                         | BAFTA-díj a legjobb női főszereplőnek                         | Elnyerte |
| BAFTA-díj                         | BAFTA-díj a legjobb filmnek                                   | Jelölve  |
| Golden Globe-díj                  | Golden Globe-díj a legjobb filmdrámának                       | Jelölve  |
| Golden Globe-díj                  | Golden Globe-díj a legjobb női főszereplőnek – filmdráma      | Jelölve  |
| Golden Globe-díj                  | Golden Globe-díj a legjobb női mellékszereplőnek (Kim Hunter) | Elnyerte |
| Oscar-díj                         | Oscar-díj a legjobb filmnek                                   | Jelölve  |
| Oscar-díj                         | Oscar-díj a legjobb rendezőnek                                | Jelölve  |
| Oscar-díj                         | Oscar-díj a legjobb férfi főszereplőnek                       | Jelölve  |
| Oscar-díj                         | Oscar-díj a legjobb női főszereplőnek                         | Elnyerte |
| Oscar-díj                         | Oscar-díj a legjobb férfi mellékszereplőnek (Karl Malden)     | Elnyerte |
| Oscar-díj                         | Oscar-díj a legjobb női mellékszereplőnek (Kim Hunter)        | Elnyerte |
| Oscar-díj                         | Oscar-díj a legjobb adaptált forgatókönyvnek                  | Jelölve  |
| Oscar-díj                         | Oscar-díj a legjobb operatőrnek                               | Jelölve  |
| Oscar-díj                         | Oscar-díj a legjobb eredeti filmzenének                       | Jelölve  |
| Oscar-díj                         | Oscar-díj a legjobb hangnak                                   | Jelölve  |
| Oscar-díj                         | Oscar-díj a legjobb látványtervezésért                        | Elnyerte |
| Oscar-díj                         | Oscar-díj a legjobb jelmeztervezésért                         | Jelölve  |
| Velencei Nemzetközi Filmfesztivál | Arany Oroszlán díj                                            | Jelölve  |
| Velencei Nemzetközi Filmfesztivál | Zsűri különdíja                                               | Elnyerte |
| Velencei Nemzetközi Filmfesztivál | Volpi Kupa a legjobb színésznőnek (Vivien Leigh)              | Elnyerte |